# Lavra

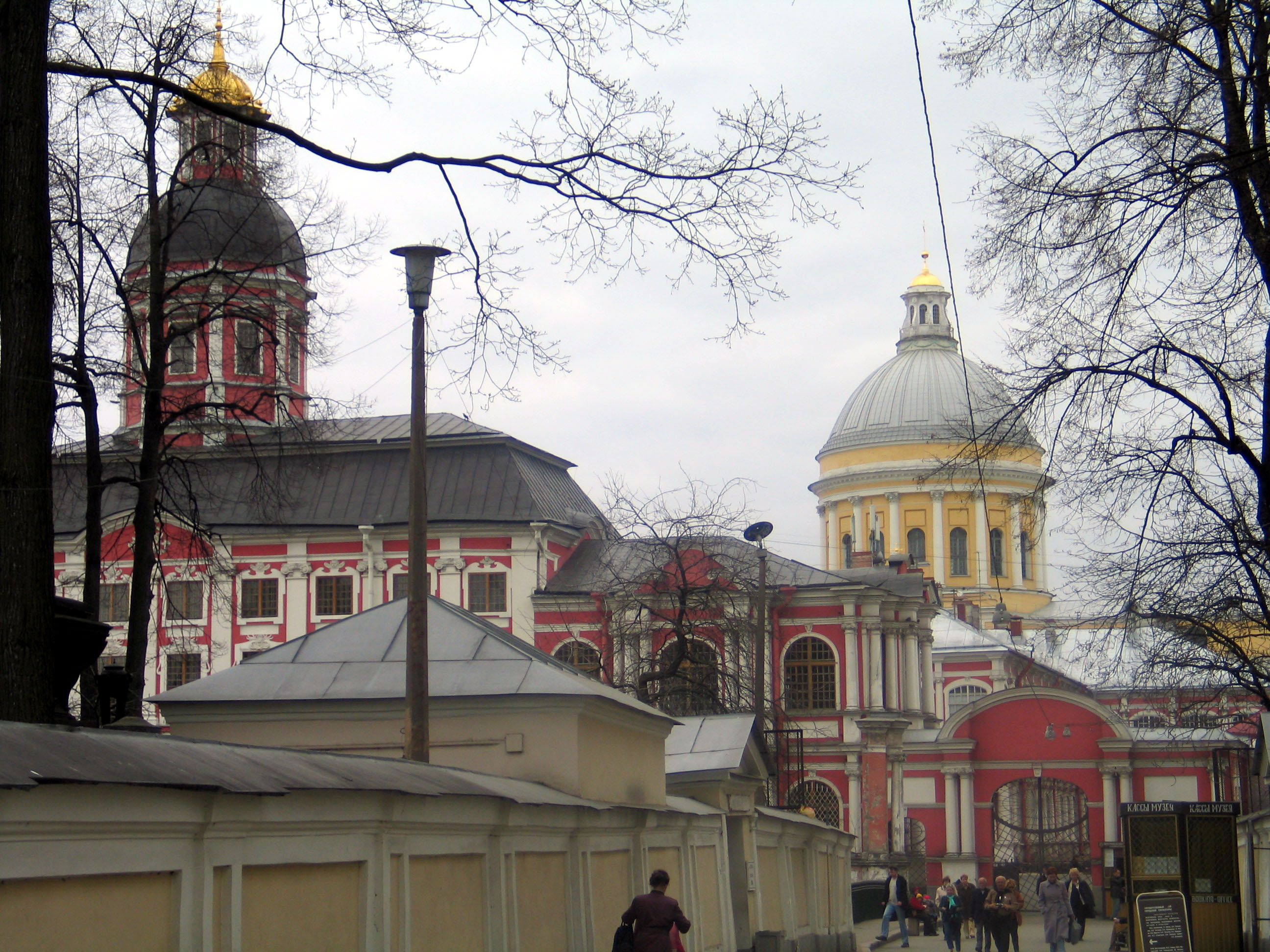
Alexander Nevskij Lavra

Ordet lavra (лавра) kommer från grekiska och betyder egentligen passage och användes från början som benämning på en samling eremitboningar.
Den kanske mer kända betydelsen av ordet är dock den som används inom den rysk-ortodoxa kyrkan för de mest högtstående klostren.
Ett exempel på ett sådant kloster är Petjerskaklostret i Kiev (Киево-Печерская Лавра, Kijevo-Petjerskaja Lavra) där munken Theodosius utvecklade den tidiga östslaviska litteraturen under 1100-talet.